# Ramalina canariensis
Ramalina canariensis är en lavart som beskrevs av J. Steiner. Ramalina canariensis ingår i släktet Ramalina och familjen Ramalinaceae.   Inga underarter finns listade i Catalogue of Life.

## Bildgalleri

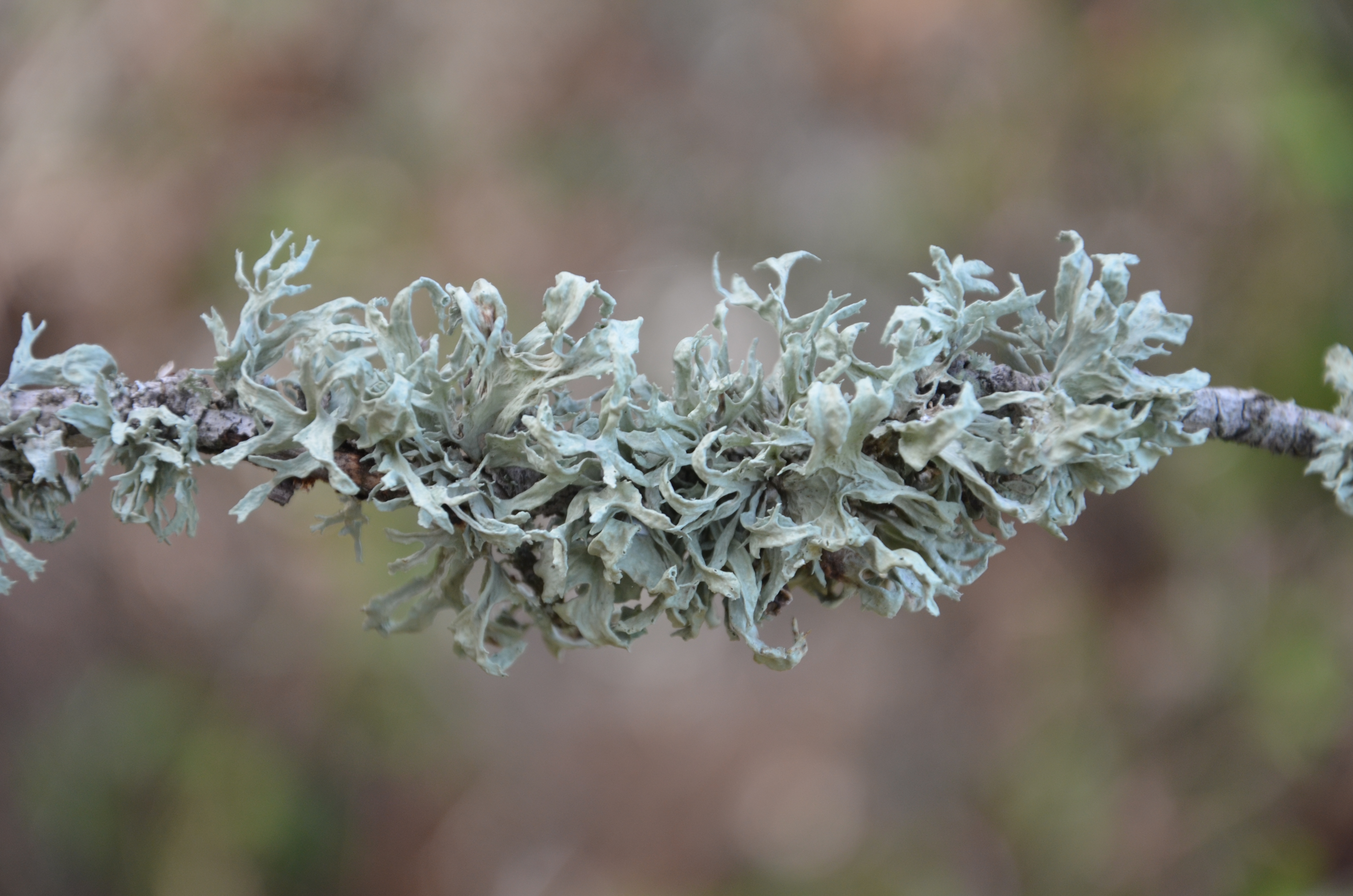